# Latający Dom
Latający Dom (jap. タイム教室 トンデラハウスの大冒険 Taimu Kyōshitsu: Tondera Hausu no Daibōken) – japoński serial anime wyprodukowany w latach 1982–1983 przez Tatsunoko Production w reżyserii Mineo Fuji i Masakazu Higuchi. 

## Fabuła
Latający Dom potrafi nie tylko latać, ale przenosi także trójkę bohaterów – chłopca imieniem Justin oraz jego przyjaciół: Corky'ego i Angie w czasie, do miejsc i wydarzeń opisanych w Nowym Testamencie.

## Wersja polska
W Polsce emitowany na kanale TV Trwam z angielskim dubbingiem i polskim lektorem.

## Wersja angielska
- Billie Lou Watt – Justin
- Hal Studer –
  - Profesor Humpfrey Bubble,
  - SIR,
  - Paul
- Helena Van Cort – Corkey
- Ray Owens – Jezus
- Sonia Owens – Angie